# Besida albiplaga
Besida albiplaga är en fjärilsart som beskrevs av M.Gaede 1930. Besida albiplaga ingår i släktet Besida och familjen tandspinnare. Inga underarter finns listade i Catalogue of Life.